# جون شو (رسام)
جون شو (بالإنجليزية: John Shaw)‏ هو مصمم مطبوعات ورسام أمريكي وكندي، ولد في 23 أبريل 1948 في سان ماتيو في الولايات المتحدة.